# Nyeskhiha
Nyeskhiha är ett periodiskt vattendrag i Burundi.   Det ligger i provinsen Bubanza, i den nordvästra delen av landet, 40 km norr om huvudstaden Bujumbura.
I omgivningarna runt Nyeskhiha växer i huvudsak städsegrön lövskog. Runt Nyeskhiha är det tätbefolkat, med 286 invånare per kvadratkilometer.